# Maartje de Jonge
Maartje de Jonge (8 november 1979) is een Nederlandse schaakster. Ze speelt bij de schaakclub DSC in Delft. Haar hoogste FIDE rating is 2140.
- In 1990 werd zij derde op het Open Nederlandse Jeugd Kampioenschap in de categorie tot 12 jaar.
- Zij werd Nederlands jeugdkampioen bij de meisjes in de leeftijdscategorieën tot 12 (1991), tot 14 (1992, 1993) en tot 16 (1995) jaar.
- In 1993 won Maartje de Jonge in Bratislava op het Wereldkampioenschap schaken voor jeugd in de categorie meisjes tot 14 jaar, in acht zetten haar partij tegen de als vierde eindigende Oksana Vedenina (7½ pt. uit 11).[1] Maartje de Jonge eindigde zelf als zeventiende met 6 pt. uit 11.[2] De Britse Ruth Sheldon won in deze categorie (8½ pt. uit 11).
- In 1996 behaalde ze 2 pt. uit 5 op de "Faber Cup", in Glenalmond.[3]
- In 2004 eindigde Maartje de Jonge op het Interpolis Vrouwenschaak-toernooi op de eerste plaats, terwijl Eveline Getmanchuk, Laura Bensdorp en Ada van der Giessen met een gedeelde tweede plaats genoegen moesten nemen.
- In 2004 won zij het door DSC georganiseerde Open Delfts Meisjeskampioenschap.[4]
- Bij het NK vrouwen 2006 bereikte zij met 2½ pt. uit 9 de negende plaats.[5]
- In 2006 was zij nummer 8 op de ranglijst van Nederlandse schaaksters.[6]